# Aeronautes montivagus
Aeronautes montivagus е вид птица от семейство Бързолетови (Apodidae). Видът е незастрашен от изчезване.

## Разпространение
Разпространен е в Аржентина, Боливия, Бразилия, Колумбия, Еквадор, Гвиана, Перу и Венецуела.